# Lathropus jamaicensis
Lathropus jamaicensis – gatunek chrząszcza z rodziny Laemophloeidae.

## Taksonomia
Gatunek ten opisany został po raz pierwszy w 2010 roku przez Michaela C. Thomasa na łamach „Insecta Mundi”. Jako lokalizację typową wskazano region Saint Catherine na Jamajce. Epitet gatunkowy nawiązuje do miejsca występowania.

## Morfologia
Chrząszcz o ciele długości między 1,2 a 1,7 mm, podługowato-owalnym w zarysie, ubarwionym rdzawoceglasto z jaśniejszymi narządami gębowymi.
Głowa jest 1,75 raza szersza niż dłuższa, o bardzo grubej rzeźbie, lekko sklepionych oczach oraz ku przodowi wyciągniętym i na szczycie wykrojonym nadustku. Czułki mają nóżkę mniej więcej tak długą jak trzonek, ale węższą, natomiast człony od trzeciego do ósmego kwadratowe i mniej więcej równych długości. Człon dziesiąty jest krótszy niż jedenasty, a człony dziewiąty i dziesiąty są szersze i dłuższe od członów biczyka nie wchodzących w skład buławki.
Niespełna 1,4 raza szersze niż dłuższe, najszersze w tylnej ⅓, przedplecze ma bardzo grubą rzeźbę w postaci zmarszczek i areolek, tylną krawędź szerszą niż przednią, kąty przednie rozwarte i niewystające, kąty tylne prawie proste i niewystające, krawędzie boczne z czterema parami szerokich, zaokrąglonych, zawsze dobrze widocznych ząbków, a podłużne rowki na bokach sinusoidalne i wyodrębnione mocno rozwiniętymi żeberkami, zaznaczone silniej niż u podobnego L. rhabdophloeoides. Na głowie i przedpleczu występują rozdwojone szczecinki. 1,6 raza dłuższe niż łącznie szerokie, najszersze w pobliżu środka długości pokrywy mają skórzastą mikrorzeźbę i szeroko rozpłaszczone obrzeżenia.

## Rozprzestrzenienie
Owad neotropikalny, znany tylko z Jamajki.